# Ingrid Marie

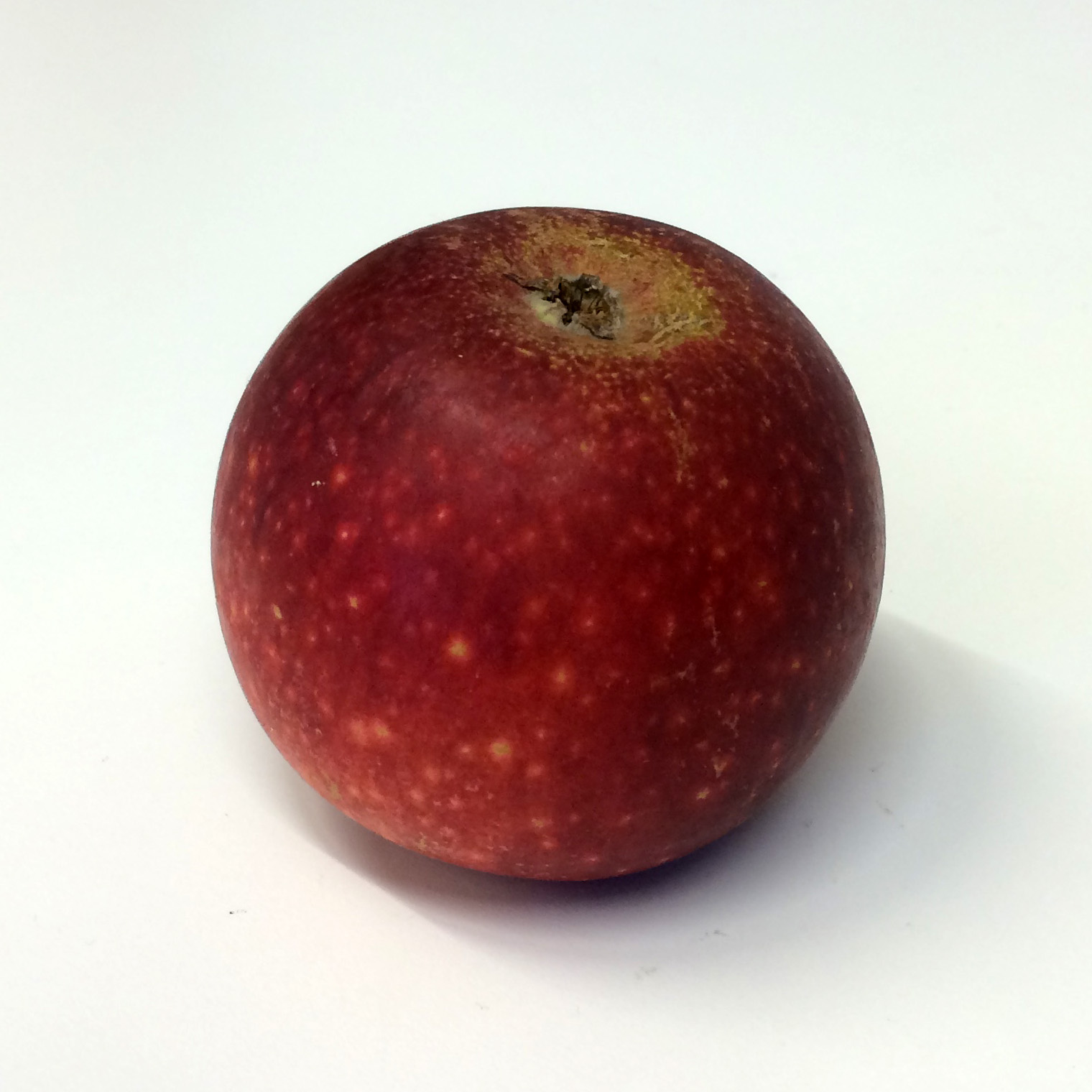
Äpple av sorten Ingrid Marie, fotograferat i samband med Nordiska museets äppelfestival i september 2014.

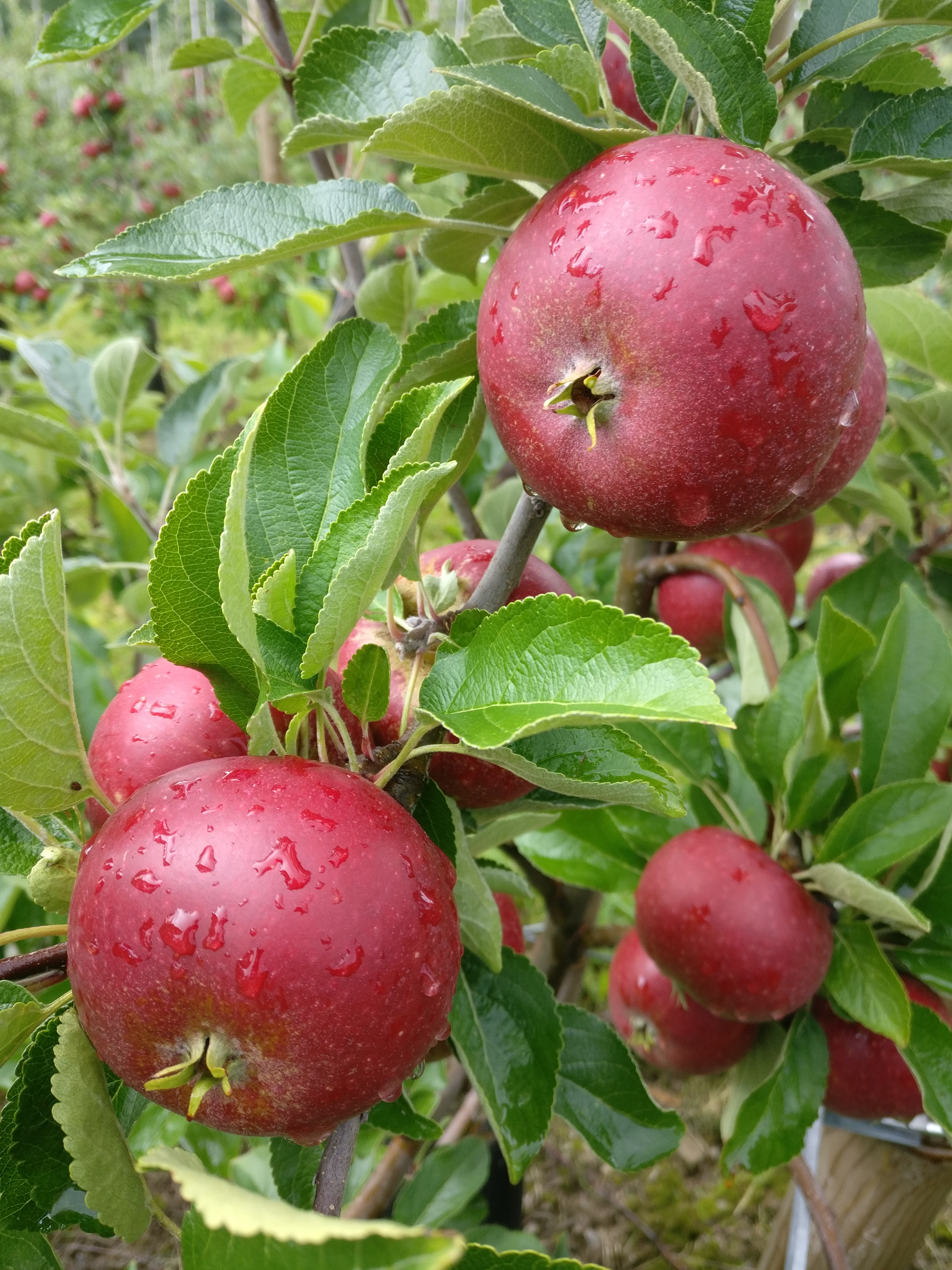
Ingrid Marie-äpplen från Hultmans gård i Rudu, Skärstad

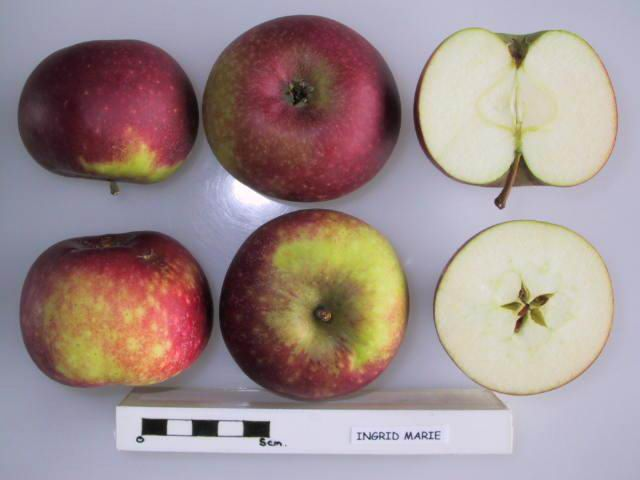
Två Ingrid Marie-äpplen från olika vinklar samt skuren i mitten

Ingrid Marie är en dansk äppelsort som i Sverige brukar räknas som ett höst- och vinteräpple. Sorten har sitt ursprung från ön Fyn i Danmark och är uppkallad efter upptäckarens avlidna dotter. Sorten är mycket populär både i Danmark och Sverige.
Frukten är rund eller plattrund och medelstor och skalet är mörkrött i färgen med ljusbruna prickar. Skalet är lite fett och har en gulgrön grundfärg, som till stor del är övertäckt med en marmorerad, starkt mörkröd färg. Fruktköttet är gulvitt eller lite grönaktigt, äpplet är mört, saftigt och friskt sötsyrligt i smaken, med behaglig arom. Täckfärg på ca 75% av äpplet. Äpplet är en korsning av Cox Orange och Cox Pomona, enligt en genetisk undersökning 2011. Vid en tidigare undersökning 2003 verkade äpplet istället vara en korsning av Cox Orange och Guldborg, vilket alltså visade sig vara felaktigt. Äpplet mognar från slutet av oktober och under november, och kan förvaras till februari.
Sorten är uppkallad efter Christine och Carl Madsens dotter, som hade gått bort sex år gammal 1908. Carl Madsen, som var en uppskattad lärare, hittade ursprungsträdet för sorten vid Høed skola mellan Voldtofte (idag del av Flemløse) och Ebberup på västra Fyn omkring 1910, där det växte i en hallonplantering, troligen från ett Cox Orange-frö. Madsen kontaktade fruktförädlaren M. H. Mose i Glamsbjerg, som skickade några exemplar till pomologen C Matthiesen, som menade att en fruktsort bör kunna spåras till det ställe den kommer ifrån. Han föreslog därför namnet ”Glamsbjerg Reinet” istället för Ingrid Marie. Det gick emellertid inte makarna Madsen med på, och sorten fick heta Ingrid Marie som de önskade. Matthiesen beskrev äpplet i Dansk Frugt 1924, Mose tog ympkvistar från moderträdet, och äpplet började spridas under mitten av 1930-talet. Det kom att bli en av Danmarks mest populära äppelsorter. Moderträdet är fridlyst sedan 1959.
I Danmark började sorten säljas år 1936 av Mathiesens Plantskola. I Sverige började sorten säljas 1946 av Alnarps Trädgårdar.
Sorten Karin Schneider från Jylland i Danmark är en röd mutant känd sedan 1944 med en täckfärg på ca 100%. Sorten är bäst att äta från november och framåt och blir därför ett typiskt juläpple.
Ingrid Marie är hållbart och kan hålla sig ända fram till april. Under våren importeras äpplen från Danmark och Tyskland.
I Sverige odlas Ingrid Marie gynnsammast i zon I–III. Ingrid Marie utgjorde 2015 ungefär en fjärdedel av Sveriges totala produktion av äpplen. Den har 125 dagar mellan blomning och skörd, medelvikt 112 gram, densitet 0,81, sockerhalt 11,5% och syrahalt 0,8%. Syra i äpplemust 0,68%, socker i äpplemust 12,6%.
Ingrid Marie har gett upphov till äppelsorterna:
- Alice
- Aroma (Ingrid Marie × Filippa)
- Kim (Cortland × Ingrid Marie)
- Elstar och Ingol (Ingrid Marie × Golden delicious)